# Pirates of the Caribbean: Salazar báo thù
Cướp biển vùng Caribbe: Salazar báo thù (tên gốc tiếng Anh: Pirates of the Caribbean: Dead Men Tell No Tales tại thị trường Bắc Mỹ, hoặc Pirates of the Caribbean: Salazar's Revenge tại các thị trường khác) là một phim điện ảnh anh hùng dân gian kỳ ảo của Mỹ năm 2017. Đây là phần phim thứ năm trong loạt phim Cướp biển vùng Caribbean và đồng thời cũng là phần tiếp nối của Cướp biển vùng Caribbean: Suối nguồn tươi trẻ (2011). Phim do Joachim Rønning và Espen Sandberg đạọ diễn từ phần kịch bản của Jeff Nathanson, với Jerry Bruckheimer tiếp tục đảm nhiệm vị trí sản xuất. Ba diễn viên Johnny Depp, Kevin McNally và Geoffrey Rush đều trở lại với các vai diễn Jack Sparrow, Joshamee Gibbs và Hector Barbossa. Phim ngoài ra còn có sự tham gia diễn xuất của Javier Bardem, Brenton Thwaites và Kaya Scodelario, cùng với sự trở lại của Orlando Bloom và Keira Knightley trong hai vai diễn khách mời Will Turner và Elizabeth Swann, sau khi cả hai người đều không xuất hiện trong phần phim trước đó.
Các nhà làm phim đều lấy phần phim đầu tiên, Lời nguyền của tàu Ngọc Trai Đen (2003), làm nguồn cảm hứng cho phần kịch bản cũng như tông nền của bộ phim. Các công tác tiền kỳ cho Salazar báo thù được bắt đầu từ trước cả khi Cướp biển vùng Caribbean: Suối nguồn tươi trẻ được khởi chiếu vào đầu năm 2011, với Terry Rossio là người chịu trách nhiệm chính cho phần kịch bản phim vào lúc đó. Tới đầu năm 2013, Jeff Nathanson được thuê để viết lại một kịch bản mới cho phim, và Depp cũng tham gia vào quá trình biên kịch này. Trái với kế hoạch ban đầu là ra mắt phần phim vào năm 2015, các nhà sản xuất quyết định lùi ngày công chiếu của phim xuống năm 2016, rồi sau đó là năm 2017, do một số vấn đề mắc phải ở khâu kịch bản và kinh phí làm phim. Quá trình quay phim chính được bắt đầu tại Úc vào tháng 2 năm 2015, sau khi chính phủ nước này đề nghị gửi tặng cho Disney 20 triệu USD tiền ưu đãi thuế, và kết thúc vào tháng 7 năm 2015.
Salazar báo thù được khởi chiếu tại Mỹ vào ngày 26 tháng 5 năm 2017 với định dạng 2D tiêu chuẩn, Disney Digital 3-D, RealD 3D và IMAX 3D. Tại Việt Nam, phim được kiểm duyệt với nhãn C13 và cũng được khởi chiếu vào ngày 26 tháng 5 năm 2017 dưới định dạng 2D, 3D, IMAX 3D, 4DX và ScreenX. Phim bị giới chuyên môn chỉ trích về phần cốt truyện phức tạp, nhưng đồng thời cũng được khen ngợi về mặt diễn xuất, hình ảnh, âm nhạc và thời lượng vừa đủ; nhiều nhà phê bình cho rằng phim là một bước tiến bộ so với phần bốn, trong khi một số người khác lại cảm thấy rằng thương hiệu đã đi đến hồi kết. Salazar báo thù thu về tổng cộng 767 triệu USD toàn cầu, trở thành phim điện ảnh có doanh thu cao thứ 5 năm 2017, tính đến hết tháng 7.

## Nội dung
Henry Turner, con trai của Will Turner và Elizabeth Swann mong muốn phá giải lời nguyền mà con tàu Người Hà Lan bay đeo bám cha mình, quyết định lên đường đi tìm Jack Sparrow. Anh muốn nhờ Jack tìm cây đinh ba của thần biển Poseidon. Người đời truyền tai nhau rằng bất cứ ai sở hữu bảo vật thần thoại ấy sẽ trở thành bá chủ đại dương, phá bỏ được bất cứ lời nguyền nào ngoài biển khơi. Trên đường đi tìm Jack, Henry vô tình gặp được thuyền trưởng Armando Salazar cùng binh đoàn Hải quân Tây Ban Nha. Salazar nhờ Henry nhắn lại với Jack rằng sẽ sớm trả thù anh. Nguyên nhân là năm xưa Salazar cùng binh đoàn hải quân Tây Ban Nha hùng mạnh đi truy lùng và tiêu diệt cướp biển ở khắp nơi, Jack lúc này còn trẻ đã được thuyền trưởng hiện thời trước khi chết giao lại chiếc la bàn cũng như sứ mệnh tiếp tục chiến đấu với Salazar. Jack đã lừa Salazar cùng binh đoàn hải quân Tây Ban Nha đuổi theo và khiến họ mắc kẹt trong tam giác quỷ với lời nguyền mãi mãi không thể đặt chân lên đất liền.
Tại đảo Saint Martin, Jack Sparrow cùng thủy thủ đoàn của mình âm mưu cướp chiếc két sắt tại ngân hàng bằng kế hoạch dùng ngựa kéo chiếc két sắt ra biển. Trên đường tẩu thoát, Jack gặp Carina Smyth - một cô gái mồ côi nghiên cứu về thiên văn học nhưng bị nghi ngờ là phù thủy và bị kết án tử hình cũng đang trên đường chạy trốn. Vụ cướp ngân hàng thất bại, thủy thủ đoàn bỏ Jack mà đi. Trong cơn tuyệt vọng, Jack cầm chiếc la bàn cho chủ quán rượu đổi lấy rượu uống. Việc này cũng vô tình giải thoát Armando Salazar cùng binh đoàn Hải quân Tây Ban Nha của hắn. Lúc Jack bước ra khỏi quán rượu thì bị quân lính Hoàng gia Anh bắt. Carina Smyth trốn thoát và tình cờ gặp Henry Turner trôi dạt vào đảo Saint Martin cùng câu chuyện về cây đinh ba của thần biển Poseidon. Cô cũng bị quân lính Hoàng gia Anh bắt lại đưa về trại giam để sáng mai hành hình cùng với Jack. Henry lén vào trại giam gặp Jack. Henry đồng ý giải cứu Jack với điều kiện Jack phải cùng anh đi tìm cây đinh ba và Jack đồng ý. Henry trả tiền thù lao cho thủy thủ đoàn cũ của Jack để nhờ họ hợp sức với mình giải cứu Jack và Carina. Tất cả bọn họ chạy thoát ra bờ biển, cả đoàn cùng ra khơi để đi tìm cây đinh ba. Chuyến đi không chỉ có Henry và Jack cùng thủy thủ đoàn mà còn có Carina. Cô cũng muốn tìm cây đinh ba để hiểu hơn về thân phận của cha mẹ mình. Trên con tàu Hải Âu Hấp Hối, Carina tiết lộ rằng cây đinh ba nằm ở một hòn đảo mà vị trí của nó chỉ được xác định bằng bản đồ Bất Khả Đọc tức những ngôi sao trên trời.
Salazar lúc này đã được tự do trên biển, hắn tấn công những chiếc tàu của Hector Barbossa. Sau cùng, Salazar chiếm được tàu của Barbossa. Để giữ mạng sống, Barbossa đồng ý giúp Salazar truy tìm Jack, vì lúc này Barbossa đang giữ chiếc la bàn mà Jack cầm ở quán rượu nên có thể tìm ra anh. Salazar và Barbossa sau cùng cũng đuổi kịp tàu Hải Âu Hấp Hối nhưng Jack, Henry và Carina đã lên xuồng nhỏ chạy trốn vào vịnh Hangman. Vì lời nguyền khiến Salazar không thể lên bờ nên hắn buộc phải nhờ Barbossa lên vịnh bắt Jack về. Lúc này, Hải quân Hoàng gia Anh cũng đuổi kịp tàu Hải Âu Hấp Hối và bắt giam toàn bộ thủy thủ đoàn.
Trên vịnh Hangman, Jack gặp lại một người bạn cũ - Pig Kelly và bị bắt buộc thành hôn với em gái hắn - Beatrice. Barbossa giải thoát toàn bộ mọi người cũng như phá giải lời nguyền đưa con tàu Ngọc trai đen trở lại biển cả. Barbossa giao quyền thuyền trưởng lại cho Carina để cô lái tàu đến hòn đảo có cây đinh ba. Thủy thủ đoàn của Jack sau đó cũng trốn thoát khỏi Hải quân Anh và hội ngộ với Jack trên tàu Ngọc trai đen. Thông qua quyển nhật ký và viên hồng ngọc, Barbossa nhận ra Carina chính là con gái mình nhưng không cho cô biết.
Tàu của Salazar và tàu của Hải quân Anh đuổi kịp tàu Ngọc trai đen. Salazar tiêu diệt tàu của Hải quân Anh rồi bắt được Henry. Tàu Ngọc trai đen đã đến được hòn đảo trên bản đồ Bất Khả Đọc. Carina gắn viên hồng ngọc vào chỗ còn thiếu trên hình cây đinh ba trên đảo. Biển tách ra làm đôi làm tất cả rơi xuống đáy biển. Salazar cùng thuộc hạ của hắn cũng xuống đáy biển để giết Jack. Henry sau đó chém gãy cây đinh ba và mọi lời nguyền ngoài biển khơi cũng bị phá giải theo. Lúc này, nước biển bắt đầu chảy xuống, con đường dưới đáy biển đang đóng lại. Thủy thủ đoàn trên tàu Ngọc trai đen thả mỏ neo xuống kéo cả nhóm lên. Vì số người quá nhiều làm nặng nên không thể kéo mỏ neo lên, Barbossa quyết định hi sinh thân mình kéo Salazar xuống đáy biển. Trong giây phút đó, Carina nhìn thấy hình xăm cây đinh ba trên tay của Barbossa giống hình vẽ trên quyển nhật ký và cô biết được Barbossa chính là cha mình. Cô quyết định đổi tên mình lại thành Carina Barbossa. Kết thúc chuyến đi, Carina cùng với Henry về đoàn tụ với cha mẹ anh. Còn Jack thì cùng thủy thủ đoàn tiếp tục ra khơi, con khỉ của Barbossa cũng ở trên tàu và trả chiếc la bàn lại cho anh.
Trong phần cảnh hậu danh đề, Will Turner đang ngủ cùng vợ là Elizabeth Swann thì mơ thấy cái bóng của Davy Jones xuất hiện với tư thế chuẩn bị tấn công anh. Will tỉnh giấc không thấy cái bóng đâu nữa nghĩ là 1 giấc mơ nên anh ngủ tiếp. Tuy vậy những dấu hiệu sau đó đã cho thấy rất có khả năng Davy Jones đã được tái sinh chứ không hẳn là giấc mơ.

## Diễn viên
- Johnny Depp vai Thuyền trưởng Jack Sparrow
  - Anthony De La Torre vai Jack Sparrow lúc trẻ.[9]
- Javier Bardem vai Thuyền trưởng Armando Salazar
- Brenton Thwaites vai Henry Turner
- Kaya Scodelario vai Carina Barbossa/Smyth
- Geoffrey Rush vai Thuyền trưởng Hector Barbossa
- Kevin McNally vai Joshamee Gibbs
- Golshifteh Farahani vai Shansa
- David Wenham vai Đại úy John Scarfield
- Stephen Graham vai Scrum
- Orlando Bloom vai Thuyền trưởng William "Will" Turner, Jr.
- Martin Klebba vai Marty
- Giles New vai Murtogg
- Angus Barnett vai Mullroy
- Paul McCartney vai cướp biển (khách mời)

## Sản xuất

### Phát triển
Một thời gian ngắn sau khi Cướp biển vùng Caribbean 4 được công chiếu năm 2011, dàn diễn viên và đoàn làm phim của phần phim được thông báo về kế hoạch quay liền tiếp hai phần phim thứ năm và thứ sáu của hãng Walt Disney Pictures. Tuy nhiên, các nguồn tin sau đó lại tiết lộ rằng chỉ có phần phim thứ năm là đang trong quá trình thực hiện. Ngày 11 tháng 1 năm 2013, Jeff Nathanson kí hợp đồng thực hiện kịch bản cho phần năm. Rob Marshall, đạo diễn của phần phim thứ tư, được tin là sẽ trở lại ghế đạo diễn cho phần phim mới, tuy nhiên ông từ chối lời mời ngay sau khi lựa chọn Khu rừng cổ tích (2014) và The Thin Man làm hai tác phẩm tiếp theo của mình (cả hai dự án đều của Disney và có sự tham gia diễn xuất của Johnny Depp). Sau khi Marshall rời bỏ dự án, nhiều cái tên đã được đồn đoán cho ghế đạo diễn của phần phim mới như Tim Burton, Sam Raimi, Shawn Levy, Chris Weitz, Alfonso Cuarón và Gore Verbinski (đạo diễn của ba phần phim đầu). Ngày 9 tháng 5 năm 2013, các nguồn tin xác nhận Fredrik Bond, Rupert Sanders, và bộ đôi người Na Uy Joachim Rønning và Espen Sandberg đều đang được cân nhắc cho vị trí này. Cuối cùng, vào ngày 29 tháng 5 năm 2013, Rønning và Sandberg được chính thức lựa chọn vào vai trò đạo diễn của phim. Quyết định được đề ra nhờ đề cử Giải Oscar cho phim điện ảnh Kon-Tiki cũng như khả năng làm việc với nguồn kinh phí hạn hẹp của bộ đôi. Geoffrey Rush bình luận rằng cả hai người họ sẽ mang tới "một loại xúc cảm đậm chất Âu vào trong lối suy nghĩ truyền thống của thương hiệu Hollywood", trong khi đó nam diễn viên Orlando Bloom lại tin rằng họ sẽ "tái hiện được những điều đơn giản và mê hoặc." Ngày 22 tháng 8 năm 2013, Rønning và Sandberg tiết lộ tựa đề của phần phim mới sẽ là Dead Men Tell No Tales. Họ cũng xác nhận rằng cả hai người đều đang trong quá trình làm việc, đồng thời nhắc tới phần kịch bản "buồn cười và cảm động" của Jeff Nathanson và nói rõ rằng phần phim này sẽ chịu ảnh hưởng bởi phần phim đầu tiên, Lời nguyền của tàu Ngọc Trai Đen. Về quyết định đạo diễn bộ phim, Rønning tin rằng "mọi thứ đều có sẵn ở đó trong kịch bản, và đối với tôi, điều cần làm chỉ là thêm vào đó các cảnh quay mang đậm tính truyền thống của Gore Verbinski, đem vào những tâm cảm và các cảnh hành động lớn", và Charlie Chaplin cũng như Buster Keaton đều là hai nhân vật gây ảnh hưởng đến tông nền của phần phim. Bộ đôi cũng muốn đưa vào loạt phim hai thứ mới mẻ: "Nó cần có một trái tim; Tôi thực sự tin rằng đây sẽ là phần phim Cướp biển cảm xúc nhất từ trước tới nay", cũng như đào sâu hơn vào nguồn gốc của Jack Sparrow. Nữ diễn viên Kaya Scodelario cảm nhận rằng bộ phim "sẽ cho ta cảm giác của phần phim đầu tiên nhiều hơn, những nhà sản xuất đang muốn đưa tất cả trở lại từ đầu thêm một lần nữa. Họ muốn nó phải là một cuộc phiêu lưu hùng tráng, và có ý nghĩa, và giải quyết được mọi vấn đề, và cũng để dẫn dắt sang một câu chuyện mới."
Tuy nhiên, sau khi phim điện ảnh Kỵ sĩ cô độc, một phim điện ảnh cũng có sự tham gia của Johnny Depp trong vai một kẻ kì dị tương tự, khiến cho hãng Disney bị lỗ tới 190 triệu USD vào năm 2013, Disney đã đặt ra một câu hỏi lớn cho việc liệu Depp và cả thương hiệu có thể tiếp tục thu được lợi nhuận hay không, vậy nên phần phim thứ năm được hãng cân nhắc lại và phải mãi cho tới đầu năm 2014 mới được bật đèn xanh. Một vấn đề khác được đặt ra là, cùng với những thành công giới hạn mà Depp đạt được bên ngoài thương hiệu Cướp biển, đó là về khâu kịch bản, như chủ tịch của Walt Disney Studios là ông Alan Horn đã phát biểu: "Chúng tôi chưa hề thấy một kịch bản nào mà tôi có thể phê duyệt. Có rất nhiều khả năng có thể ảnh hưởng đến kết quả cuối cùng sau này, vì vậy chúng tôi đều đang rất thận trọng." Vì những vấn đề này, công tác sản xuất bộ phim bị tam ngưng, và chuyển phần phim từ ngày công chiếu gốc vào năm 2015 sang năm 2016. Nhà sản xuất Jerry Bruckheimer tiết lộ rằng phần kịch bản cũng như các vấn đề liên quan đến kinh phí làm phim đều đứng đằng sau việc đình trệ này, và Jeff Nathanson đang thực hiện kịch bản lần thứ hai dựa theo một cốt truyện dễ tiếp nhận hơn: "Đó hoàn toàn là một yếu tố. Chúng tôi muốn một kịch bản mà mọi người đều phê duyệt và một kinh phí mà mọi người đều phê duyệt." Sau khi kịch bản được chấp thuận và bộ phim được Disney chính thức bật đèn xanh vào tháng 7 năm 2014, ngày công chiếu của phim được đẩy lùi tới ngày 7 tháng 7 năm 2017.

### Biên kịch
Tới năm 2011, một thời gian ngắn trước khi Cướp biển vùng Caribbean 4 được công chiếu, Terry Rossio đã viết phần kịch bản cho phần phim thứ năm cùng với người cộng sự Ted Elliott. Bản nháp của Rossio sau đó đã bị loại bỏ. "Phiên bản Dead Men Tell No Tales của tôi bị loại ra vì nó có nhân vật phản diện là nữ," Rossio nói lại, "và Johnny Depp thì lo rằng nó sẽ thừa thãi khi mà Lời nguyền bóng đêm cũng có một vai nữ phản diện." Tháng 1 năm 2013, Disney thuê Jeff Nathanson cho công việc biên kịch. Tháng 9 cùng năm, nhà sản xuất Bruckheimer tiết lộ, "Chúng tôi có một cốt truyện mà ai cũng thích nhưng mà kịch bản thì lại chưa hoàn thành," đồng thời giải thích rằng ngày công chiếu sẽ bị đẩy lùi xuống mùa hè năm 2015.
Ngày 13 tháng 4 năm 2014, Johnny Depp nói rằng Bruckheimer và hãng Disney đã mời anh tới hợp tác với nhà biên kịch Jeff Nathanson. Anh phát biểu:
| “ | Những người liên quan đều muốn kịch bản phải thật chính xác và hoàn hảo. Vậy nên chúng tôi đã đi làm những việc khác. Chúng tôi vẫn sẽ làm bộ phim cùng với nhau. Tôi quý họ rất nhiều. Họ thực sự rất tài năng. Họ có cả khiếu hài hước nữa. Tôi nghĩ rằng họ đã có một quá trình tiếp cận vui vẻ tới những gì mà chúng tôi sẽ làm trong phần Cướp biển tiếp theo. Thật hạnh phúc và tự hào khi tôi đã được mời tham gia vào câu chuyện và làm việc trực tiếp với nhà biên kịch Jeff Nathanson — chỉ cậu ấy và tôi. Mọi thứ diễn ra thật hiệu quả theo cách đó. Vậy nên tôi đặt hi vọng lớn vào Cướp biển 5 bởi vì nếu nó thực sự là phần cuối cùng, và cũng có thể là như vậy lắm, thì tôi cảm thấy rằng chúng tôi nợ bộ phim này tới khán giả, những người đã tới và xem các phần phim rất nhiều lần. Chúng tôi sẽ thực hiện nó và kết thúc nó trong một nốt cao. | ” |

### Tuyển diễn viên
Phát biểu tại họp báo của Cướp biển vùng Caribbean 4 tại Cannes, Depp nhấn mạnh rằng anh sẽ tham gia vai diễn chừng nào nó còn nổi tiếng với công chúng. Tháng 8 năm 2012, các tin tức tiết lộ Johnny Depp đã chính thức kí kết cho phần phim thứ năm, với 90 triệu AUD cho việc trở lại diễn xuất. Cũng như phần phim thứ tư, Depp cũng nằm trong quá trình viết kịch bản và lên kế hoạch cho Salazar báo thù. Geoffrey Rush cũng đã bình luận về việc trở lại với vai diễn Hector Barbossa trong phần phim thứ năm: "Nếu họ vẫn cứ tiếp tục biến hóa cho nhân vật này, dĩ nhiên rồi" cũng như ngụ ý rằng ông có thể trở lại làm nhân vật phản diện. Ông cũng nói rằng chứng hoang tưởng của Barbossa "có thể bùng nổ theo một cách rất tồi tệ". Tháng 12 năm 2014, Rush chính thức xác nhận việc trở lại trong phần năm, khi mà Barbossa và Jack đang "ở tâm điểm của nó và sẽ có rất nhiều cốt truyện được đặt ra". Cuối năm 2011, bốn năm sau khi lựa chọn sẽ không xuất hiện trong phần phim thứ tư, nam diễn viên Orlando Bloom tiết lộ rằng anh rất muốn được trở lại trong phần năm nếu như anh được đề nghị. Ngày 11 tháng 5 năm 2011, Naomie Harris biểu lộ mong muốn được trở lại với vai diễn Tia Dalma nếu cô được gọi. Tháng 9 năm 2014, một vài tuần sau khi Disney chính thức bật đèn xanh cho bộ phim, Bloom phát biểu rằng đang có những "tranh luận" về sự trở lại của anh trong thương hiệu. Bloom sau đó cũng bình luận vào tháng 12 năm 2014 trong khi anh không chắc chắn về việc mình có trở lại hay không, đã có những cuộc đàm phán diễn ra. Anh cũng ngầm tiết lộ, hãng Disney có thể đang tái khởi động nhẹ lại thương hiệu và tập trung vào nhân vật Will Turner và người con trai. Sau vài tháng phỏng đoán và sau khi bộ phim đóng máy, việc Bloom có xuất hiện trong Salazar báo thù được xác nhận tại sự kiện Disney D23 vào ngày 15 tháng 8 năm 2015.

### Quay phim

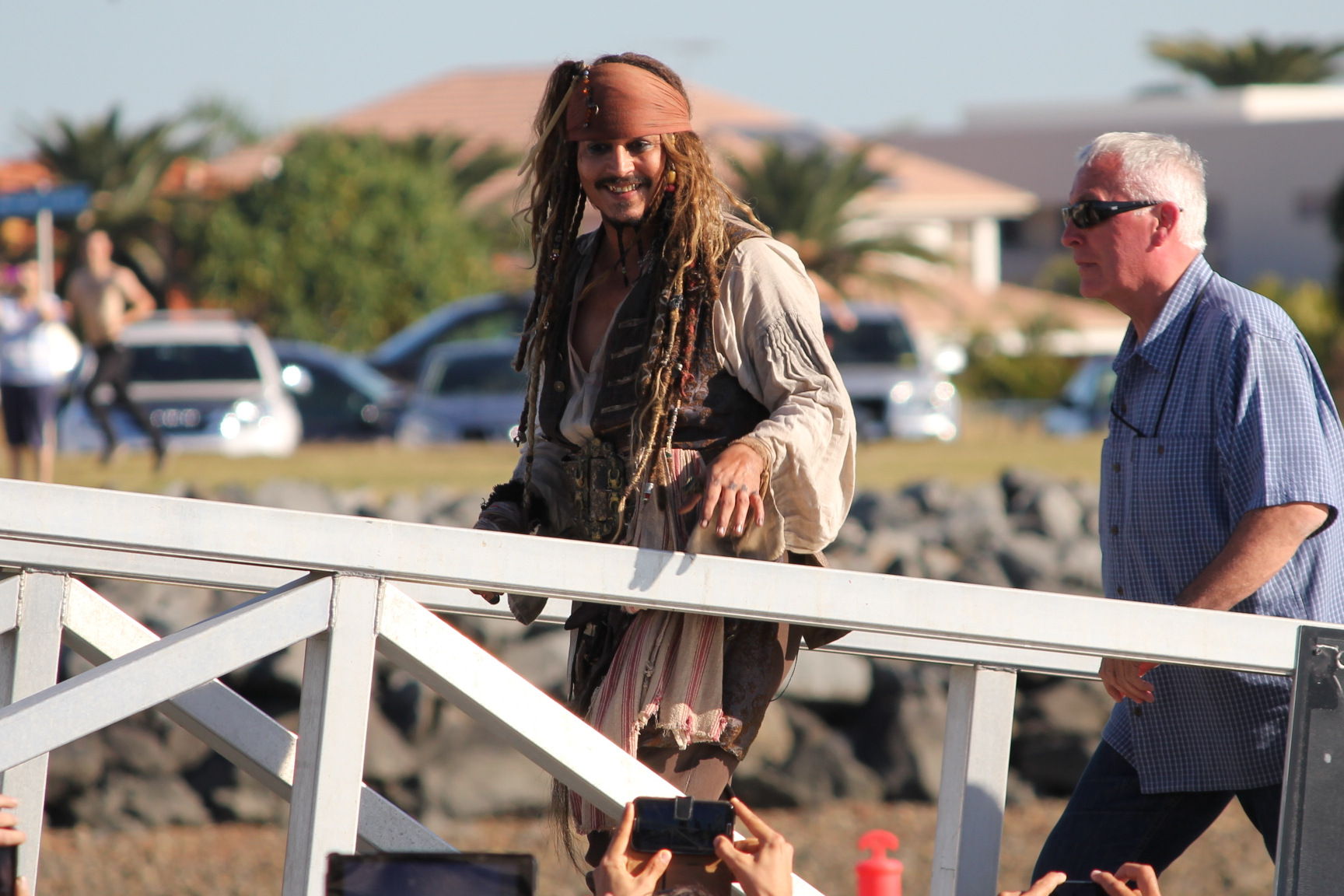
Depp trên phim trường tại Queensland vào tháng 6 năm 2015

Ngày 15 tháng 1 năm 2014, bộ đôi đạo diễn Joachim Rønning và Espen Sandberg xác nhận rằng công tác quay phim sẽ được diễn ra tại Puerto Rico và New Orleans, và Bruckheimer trước đó cũng đã nhắc tới việc có thể sẽ có một số cảnh quay được thực hiện tại Louisiana. Tuy nhiên, người đại diện của Bộ trưởng Bộ Nghệ thuật Úc George Brandis đã xác nhận rằng phần phim thứ năm sẽ được quay toàn bộ tại Úc sau khi chính phủ nước này đồng ý cho sử dụng 20 triệu USD tiền ưu đãi thuế vốn được dành cho việc thực hiện phim điện ảnh làm lại của Hai vạn dặm dưới đáy biển, qua đó loại bỏ các địa điểm quay trước đó tại Mexico và Nam Phi. Theo như các nguồn tin của ngành công nghiệp điện ảnh Úc, quá trình tiền kỳ bắt đầu vào cuối tháng 9 năm 2014 với kinh phí tới hơn 350 triệu USD. Điều này được Disney và Bộ trưởng Bộ Nghệ thuật Queensland xác nhận vào ngày 2 tháng 10 năm 2014, cùng với việc xác nhận phim sẽ được quay độc quyền hoàn toàn tại Queensland, Úc, trở thành tác phẩm lớn nhất từ trước tới giờ từng được quay tại quốc gia này. Village Roadshow Studios và Port Douglas cũng được chọn làm hai địa điểm quay phim chính thức. Ngày 1 tháng 1 năm 2015, The Rainbow Gypsy, mô hình tàu 15 năm tuổi của một chiếc thuyền Scotland 1897, được căng buồm ra giữa Gold Coast để bắt đầu công tác trang bị tổng quan, bao gồm các bộ phận cấu tạo nên chiếc Hải âu Hấp hối, một con tàu ma đơn chủ. Kit Woodward, thuyền trưởng và chủ sở hữu của chiếc tàu, sẽ vào vai một hải tặc trong phim.

### Âm nhạc
Đây là phần phim đầu tiên kể từ Lời nguyền của tàu Ngọc Trai Đen, nhạc sĩ Hans Zimmer không đảm nhiệm vai trò biên soạn phần âm nhạc cho phim. Thay vào đó, Geoff Zanelli, người đã từng làm việc với cả bốn phần phim trước đó, sẽ là nhà soạn nhạc chính của phim. Zanelli nói về việc kế nhiệm vai trò soạn nhạc của Hans Zimmer cho loạt phim, "Những gì Hans làm cho loạt phim Cướp biển đã định nghĩa lại hoàn toàn phong cách của thể loại nhạc này, thật là thỏa mãn khi được làm việc cùng với anh ấy và nhà sản xuất Jerry Bruckheimer trong bốn phần phim trước. Salazar báo thù đã mở rộng vũ trụ Cướp biển với nhiều yếu tố độc đáo và mới lạ, và tôi đang tạo nên những âm thanh khác lạ cho phần phim này sau nhiều năm hợp tác trong thế giới Cướp biển." Album nhạc phim được phát hành vào ngày 26 tháng 5 năm 2017.

## Phát hành
Salazar báo thù được ra mắt tại Shanghai Disney Resort vào ngày 11 tháng 5 năm 2017. Tên gốc của phim là Dead Men Tell No Tales, tuy nhiên tại một vài quốc gia, phim được công chiếu dưới tên Salazar's Revenge, bao gồm cả các quốc gia nói tiếng Anh. Phim được khởi chiếu tại Ý và Na Uy vào ngày 24 tháng 5 và được chính thức công chiếu tại Mỹ, Canada, Trung Quốc, Việt Nam cùng nhiều quốc gia khác vào ngày 26 tháng 5 năm 2017. Salazar báo thù là phim điện ảnh Hollywood đầu tiên được công chiếu tại Mỹ dưới định dạng ScreenX, tại hai rạp chiếu duy nhất thuộc Los Angeles, California là CGV Buena Park và CGV Cinemas. Tại Việt Nam, đây cũng là phim điện ảnh đầu tiên được công chiếu dưới định dạng ScreenX, với các suất chiếu tại hai phòng chiếu CGV Hùng Vương Plaza và CGV Aeon Long Biên. Ngoài ra, phim còn được công chiếu tại 79 phòng chiếu ScreenX khác tại một số rạp thuộc Hàn Quốc, Trung Quốc, Thái Lan, Thổ Nhĩ Kỳ và Indonesia. Phim cũng được công chiếu ở định dạng 4D tại 373 phòng chiếu 4DX trên toàn thế giới. Salazar báo thù là tác phẩm điện ảnh lớn thứ ba trong năm 2017 của Disney sau Người đẹp và quái vật và Vệ binh dải Ngân Hà 2.

### Đe dọa phát tán trái phép
Tháng 5 năm 2017, Salazar báo thù bị cho là đã bị đánh cắp bởi một nhóm tin tặc. Chúng yêu cầu Disney phải chi trả một khoản tiền lớn nếu không phần phim sẽ bị phát tán lên mạng. Công ty từ chối yêu cầu của chúng và làm việc với FBI nhằm tìm ra danh tính của nhóm tin tặc này.

## Tiếp nhận

### Doanh thu phòng vé
Tính đến  ngày 23 tháng 7 năm 2017, Salazar báo thù đã thu về tổng cộng 170,6 triệu USD tại thị trường Mỹ và Canada và 596,6 triệu USD tại các quốc gia và vùng lãnh thổ khác, đưa tổng mức doanh thu toàn cầu lên tới 767,2 triệu USD, so với kinh phí sản xuất 230 triệu USD. Doanh thu ra mắt toàn cầu của phim là 271,4 triệu USD từ 55 thị trường với 24 triệu USD thu về từ 1.088 rạp chiếu IMAX. Doanh thu của phim sau sáu ngày khởi chiếu đã nâng doanh thu của cả thương hiệu vượt mức 4 tỉ USD. Salazar báo thù trở thành phim có doanh thu ra mắt cao nhất của thương hiệu Cướp biển vùng Caribbean. Dù doanh thu nội địa ít, trang Deadline.com vẫn dự đoán phim có thể thu về 280 triệu USD lợi nhuận sau khi phân tích toàn bộ các khoản chi tiêu cũng như phần doanh thu phim đạt được.

### Đánh giá chuyên môn
Salazar báo thù nhận được nhiều ý kiến đánh giá hỗn tạp từ giới chuyên môn. Trên hệ thống tổng hợp kết quả đánh giá Rotten Tomatoes, phim nhận được 29% lượng đồng thuận dựa theo 215 bài đánh giá, với điểm trung bình là 4,7/10. Các chuyên gia của trang web nhất trí rằng, "Pirates of the Caribbean: Salazar báo thù đã chứng minh rằng dù có sự thay đổi về đạo diễn hay nhân vật Javier Bardem bất tử thì cũng không đủ để hút hết nước dưới đáy loạt thương hiệu đang chìm dần này." Trên trang Metacritic, phần phim đạt số điểm 39 trên 100, dựa trên 45 nhận xét, chủ yếu là những lời phê bình chỉ trích. Lượt bình chọn của khán giả trên trang thống kê CinemaScore cho phần phim điểm "A–" trên thang từ A+ đến F.

## Phim tiếp nối
Một thời gian ngắn trước khi Cướp biển vùng Caribbean 4 được công chiếu, nhiều thông tin cho rằng Disney đang lên kế hoạch để quay liền tiếp hai phần phim thứ năm và thứ sáu, dù sau đó hãng phim tiết lộ chỉ có phần năm của phim là đang trong quá trình sản xuất. Với việc trailer chính thức cùng các quảng cáo truyền hình của Salazar báo thù được ra mắt, nhiều ý kiến cho rằng đây sẽ là phim điện ảnh cuối cùng trong thương hiệu. Tuy nhiên, ngày 4 tháng 3 năm 2017, đạo diễn Joachim Rønning phát biểu rằng Salazar báo thù chỉ là sự khởi đầu của chuyến phiêu lưu cuối cùng, ngầm ý rằng phần năm sẽ không phải là phần phim cuối cùng trong loạt phim. Phân đoạn hậu kết của Salazar báo thù có sự xuất hiện của các nhân vật Will Turner, Elizabeth Swann, và Davy Jones, rất có thể trong phần sáu của loạt phim, Will và Elizabeth sẽ là những nhân vật chính đối đầu với nhân vật phản diện Davy Jones. Tuy nhiên phần 6 cuối cùng đã bị hủy bỏ.